# Selina Wagner
Selina Wagner, née le 6 octobre 1990 à Saint-Wendel en Allemagne, est une ancienne footballeuse allemande évoluant au poste de milieu de terrain.

## Biographie

### En club
Selina Wagner commence sa carrière au 1. FC Sarrebruck avant de rejoindre le VfL Wolfsbourg en 2009. Lors de la ligue des champions 2013, elle joue un important rôle à la victoire finale, en marquant en demi-finales retour. Elle rejoint le SC Fribourg en 2015, puis le SC Sand en 2017, pour une saison. En 2018 elle entame sa reconversion au SV Göttelborn, s'occupant de la section féminine partenaire du club, le SV Elversberg. Elle rechausse les crampons lors de la saison 2021-2022 pour cette même équipe, avec six apparitions en championnat.
Elle met un terme définitif à sa carrière en 2022 et devient manager général de l'équipe féminine du SV Elversberg.

### En sélection
Le 29 septembre 2007, elle fait ses débuts en équipe d'Allemagne des moins de 19 ans contre l'équipe de Macédoine des moins de 19 ans.
Le 1er août 2010, elle monte au jeu à la 88e minute lors de la finale gagnée 2-0 contre le Nigeria lors de la Coupe du monde des moins de 20 ans.

## Palmarès

### En club
- VfL Wolfsbourg
  - Ligue des champions
    - Vainqueur (2) : 2013 et 2014

  - Championnat d'Allemagne
    - Champion (2) : 2013 et 2014

  - Coupe d'Allemagne
    - Vainqueur (2) : 2013 et 2015

### En sélection
- Allemagne -20 ans
  - Coupe du monde des moins de 20 ans
    - Vainqueur : 2010

## Autre
Lors de la Coupe du monde 2011, elle fait la couverture du magazine Playboy avec Annika Doppler, Ivana Rudelic, Julia Simic et Kristina Gessat.
Elle possède un piercing en bas de la lèvre à droite.